# Pexopsis yakushimana
Pexopsis yakushimana là một loài ruồi trong họ Tachinidae.